# Fabricação de farinha de mandioca

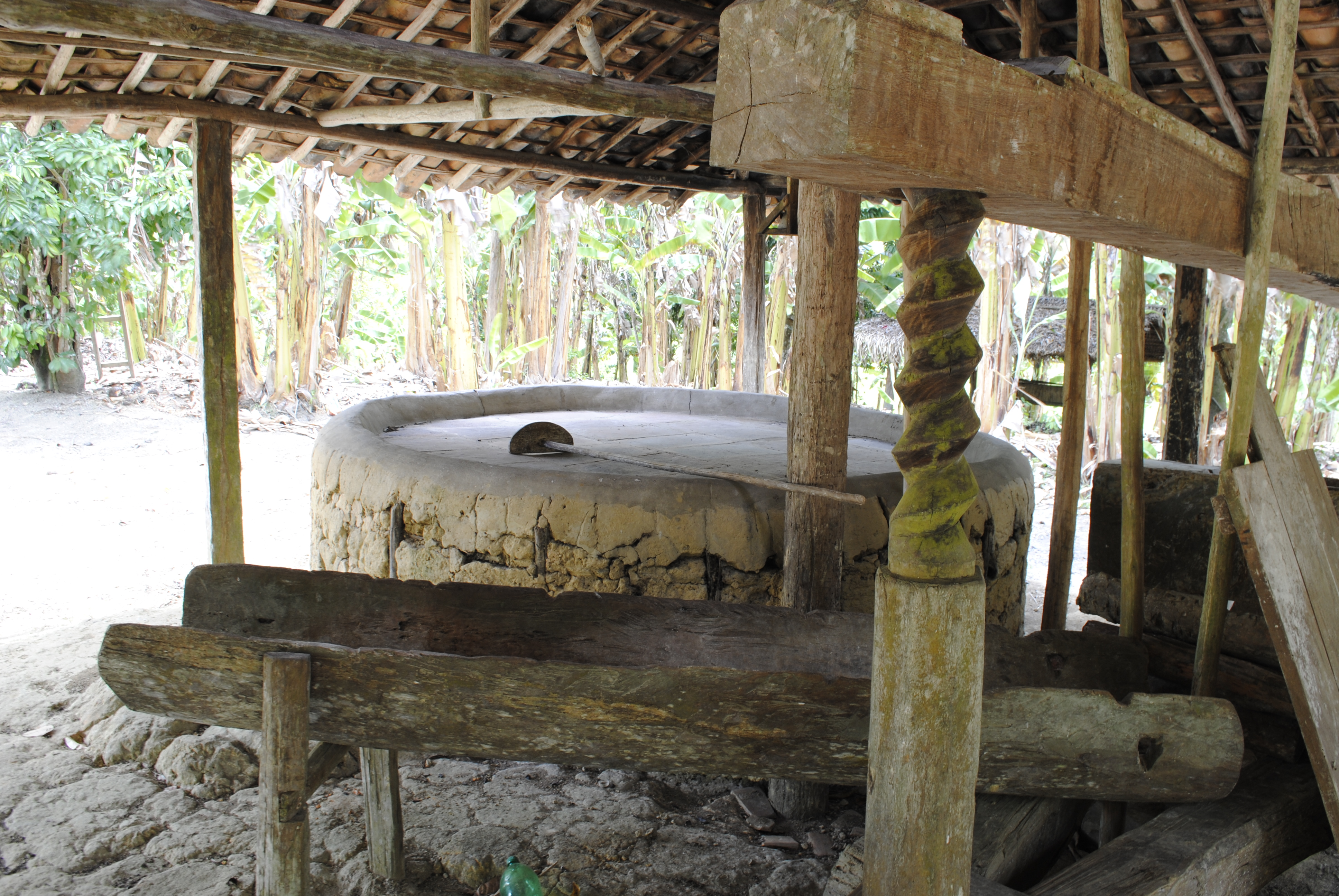
Fábrica artesanal de farinha de mandioca, tradicionalmente chamada de "casa de farinha". Em primeiro plano, o cocho e o fuso. Ao fundo, o forno de torrefação.

A farinha de mandioca é um dos componentes essenciais da dieta da população brasileira, notadamente das regiões Norte e Nordeste. A partir da raiz da mandioca (Manihot esculenta), são produzidas as farinhas seca, d'água e mista; a goma ou fécula; o tucupi; e a farinha de tapioca. O processamento da raiz da mandioca é, frequentemente, realizado segundo métodos tradicionais, herdados dos indígenas, que foram os primeiros cultivadores da espécie. No entanto, a transformação industrial vem aumentando.

## História
Datam de dois mil anos os primeiros vestígios de pilões para moagem de mandioca no Brasil. A tecnologia de transformação de raízes de mandioca em farinha  é  tradicional no Brasil e se mantém sobretudo na região Amazônica e no Nordeste. É realizada em pequenas unidades artesanais rurais, conhecidas como casas de farinha, com a utilização de equipamentos rústicos e mão de obra familiar ou de colaboradores locais.
A farinha de mandioca é o ingrediente usado na fabricação de vários alimentos, entre os quais o beiju, conhecido pelos índios como mbyú, farofa, pirão e em uma grande quantidade de receitas da culinária brasileira. Desde 1551, o padre jesuíta Manuel da Nóbrega,  escrevendo sobre sua visita a Pernambuco, referia-se ao beiju e às farinhas fabricados pelos indígenas, ressaltando a importância da cultura. No período colonial, a farinha de mandioca tornou-se parte da alimentação dos escravos e criados das fazendas e engenhos, além de usualmente compor o farnel dos viajantes portugueses. Em algumas regiões, objetivando tornar o alimento menos perecível, misturava-se a farinha de mandioca com a farinha de peixe seco, socada em pilão.

## A casa de farinha

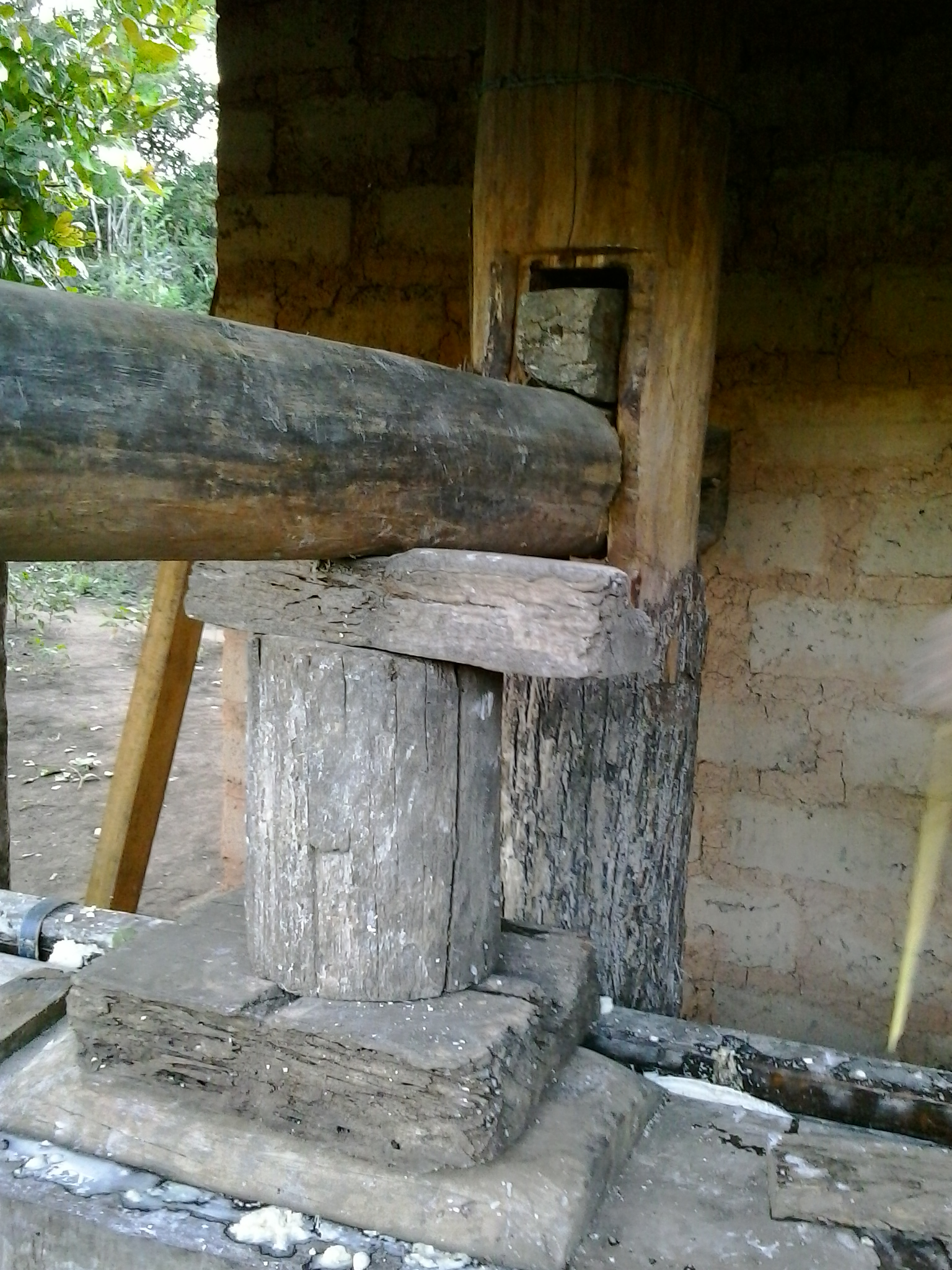
Sistema de alavanca para prensagem de massa de mandioca, mostrando a tampa da prensa, suporte, cepos e alavanca.

Essencialmente, a casa de farinha é composta por um sistema de ralação, sistema de prensagem e forno. 
Depois da colheita da raiz, a mandioca é levada direto do campo para a casa de farinha (abreviação: cas'farinha), onde é descascada ou raspada para retirar a pele escura e suja. Em seguida, é triturada ou ralada em pilão ou no ralador (caititu). A mandioca ralada vai caindo em um cocho, sendo depois prensada no tipiti (tipi = espremer e ti = líquido, na língua tupi) para retirar um líquido venenoso chamado manipuera ou manipueira, vulgarmente chamada água-de-mandioca, que é resultante da fermentação, além de prover o enxugamento da massa. Depois de peneirada e torrada, a farinha está pronta para o consumo.
Já a massa da mandioca (o amido), que decanta durante a pubagem (fermentação), é utilizada como goma, para passar roupas, ou para a fabricação de alimentos,  como mingaus, papas, sequilhos, bolos e tapioca.
Na casa de farinha, as tarefas são divididas: geralmente, os homens são responsáveis pelo processo de arrancar a mandioca da roça e transportá-la para a casa de farinha. As mulheres e as crianças raspam os tubérculos e extraem o amido ou polvilho. O trabalho se estende pela noite, quando acontecem as chamadas farinhadas. Aparecem os sanfoneiros, violeiros, dançadores e  entre goles de cachaça, café com beiju e muita alegria, o trabalho continua a noite inteira.

### Fases da fabricação da farinha de mandioca
Pode-se dividir em nove fases a fabricação da farinha: plantação; colheita; transportes; limpeza; ralação; prensagem; esfarelamento; peneiração; torragem.
1. Plantação: a melhor época para o plantio é o início da época mais chuvosa. Na maioria da região sudeste brasileiro deve-se plantar a muda no início do mês de janeiro. com nove dias ela brota.
2. Colheita: para o melhor rendimento e para a melhor qualidade da mandioca,  a colheita deve ocorrer entre 1 ano e 4 meses até 1 ano e 8 meses após o plantio.
3. Transportes: a mandioca fermenta com grande facilidade em temperatura ambiente após a colheita e sendo usado a torragem ou a refrigeração para evitar a fermentação. O prazo limite para evitar o início da fermentação é de 48 horas, pois em condições de maior calor ou umidade o prazo pode ser reduzido, e a mandioca escurece (início da fermentação). E, uma vez ralada pode fermentar (azedar) em menos de 24 horas. Sendo que este prazo tem grande peso nos cálculos de logística, necessitando uma reflexão mais profunda sobre as distâncias entre o local da colheita, o local da distribuição (feira livre) e do processamento (casa de farinha). A higiene do local de trabalho, das ferramentas e implementos, dos trabalhadores e do local de armazenamento e transporte são necessários para obter uma farinha de qualidade, lembrando que em áreas rurais deve-se redobrar a preocupação com os roedores e insetos.
4. Limpeza: a raiz necessita de limpeza por dois motivos principais: para a diminuição dos agentes produtores de ácido cianídrico (HCN) e para a retirada de terra. A lavagem com água corrente e limpa pode ser necessária para a retirada da terra encrostada na raiz e de possíveis contaminações vinda do solo. Após a lavagem, deve-se descascar a mandioca, para a retirada das fibras da casca, das partes duras do talo próximo ao caule e de parte do veneno. A linamarina e a etil-metil-cetona-cianidrina encontrados na principalmente na casca da raiz e na folha da mandioca, sofrem hidrólise durante a digestão, transformando-se no veneno ácido cianídrico, altamente tóxico.
5. Ralação: após a limpeza, as raízes são raladas, formando muitas vezes uma massa empapada. O grau de fineza da ralação é importante para se evitar perdas após peneiramento, diminuindo assim a quantidade de crueira. Primitivamente, pode-se ralar a mandioca também friccionando-a em uma superfície dura e áspera, como uma laje de pedra.
6. Prensagem: a massa depois de ralada é comprimida, geralmente com o uso de um tipiti ou com uma prensa de madeira. Na prensa de madeira a massa é disposta em várias camadas separas por sacos permeáveis, para facilitar posterior retirada e manuseio. Nesta fase, o líquido extraído da massa (manipuera ou manipueira ou manipeira), é altamente poluente e tóxico, podendo matar, caso seja ingerido por pessoas ou animais. Para quantidade de massa muito pequena, a massa pode ser seca manualmente torcendo-a e espremendo-a com auxilio de um tecido poroso.
7. Esfarelamento: para evitar a fermentação e o escurecimento da farinha, a prensagem deve ocorrer o mais rápido possível após a ralação, e em seguida deve-se, pelo mesmo motivo, esfarelar a massa compactada o mais rápido possível. Para melhor esfarelamento a massa pode passar novamente pelo caititu, pois alem de ser rápido (havendo força motriz mecanizada), facilita posterior peneiramento. Em apenas 18 horas após a ralação, em climas tropicais, certamente haverá fermentação, o que conferirá ao produto final um sabor acre impróprio para o consumo.
8. Peneiração: a peneiração separa os fragmentos menores dos maiores, tando ta massa como da farinha, homogenizando a gramatura da farinha, assim proporcionando melhor qualidade. Os fragmentos retidos na peneira são chamados de crueira e após seca esta pode ser consumido por animais, sem danos.
9. Torragem: a massa, após passar pela peneiração, é colocada no forno para a retirada da umidade, sendo mexida constantemente pelo forneiro (farinheiro) através de um rodo. Para evitar a contaminação e a fermentação, aconselha-se que as fases de limpeza, ralação, prensagem, esfarelamento, peneiração e torragem sejam no mesmo ambiente. A  granulação  da farinha, a temperatura do forno, o tempo de exposição da farinha no forno, e a técnica de mexer a farinha são os principais fatores que influenciam  o tipo produzido. O sabor e a consistência de cada tipo variam principalmente pela granulação da farinha, pela quantidade de amido e pelo estado de secagem (torração) da farinha. Caso seja retirado o amido da massa para outro aproveitamento, através de lavagem sucessiva, a farinha perde um pouco a qualidade devido a ausência do material pulverulento mais pesado. Caso se torre além do necessário a farinha ganha um tom avermelhado impróprio, e caso permaneça muito tempo em forno com temperatura abaixo da ideal a massa seca, porém não torra, e a farinha não ganha o sabor que lhe é característico. É recomendável, ainda, para melhor qualidade da farinha, dois fornos: um com temperatura mais amena, onde a massa será apenas enxugada, de onde seguirá para um forno mais quente onde será finalmente torrada; essa medida é importante, pois caso a massa ainda úmida caia em um forno muito quente, ela formará bolos e a farinha sairá grossa.

### Equipamento

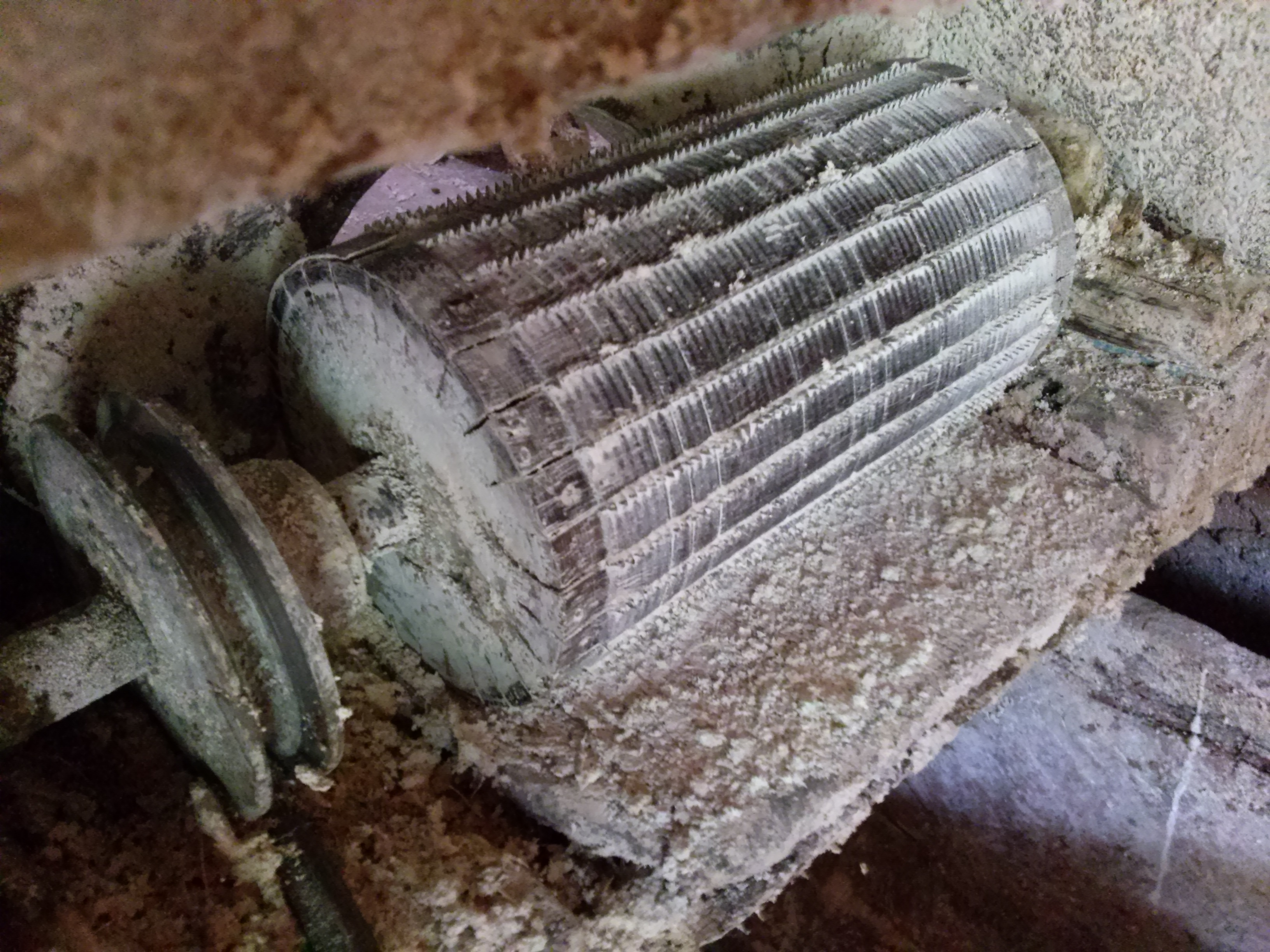
Bolinete, bola ou caititu usado para ralar a mandioca.

Os utensílios mais comumente utilizados na fabricação da farinha são:
- Caçuá ou cofo: grande cesto de vime ou de cipó, geralmente em pares,  sem tampa e com alças, que são presos às cangalhas para transportar a mandioca da plantação até a casa de farinha quando se trata de pequena produção;
- Cangalha ou cambito: anteparo de madeira usado no lombo de animais de carga para fixar os caçuás;
- Caititu ou bola: a peça principal dos aparelhos de ralar mandioca. Trata-se de  um cilindro de madeira com eixo metálico com pequenas dentes  ao qual se adaptam serrilhas também metálicas e que tem uma das extremidades em forma de roldana onde se encaixa a correia, para, através dela, se imprimir rápido movimento de rotação, acionada por motor ou manualmente. A granulometria da massa ralada é controlada através da regulagem da abertura entre a serrilha e a tábua móvel de regulagem, chamada de chegadeira. Geralmente, a massa ralada cai diretamente no cocho;
- Cocho: pedaço de madeira cavada como uma canoa, usado para guardar raízes descascadas, para esmagar a massa antes de passá-la pela prensagem, para guardar a massa ralada e para colocar a farinha torrada. Pode ser também em concreto;
- Paneiros: cestos de vime ou de cipó usados para guardar a massa ralada;
- Pilão: tipo de cuia grande de madeira onde se coloca a mandioca para ser socada até completar o processo de ralação;
- Prensas: utilizadas para separar o líquido (manipuera)  da massa, são  geralmente de madeira e acionadas por alavanca ou parafuso. No caso de parafuso, este costuma ser de madeira de lei de diâmetro aproximado de vinte centímetros. Em substituição ao parafuso pode-se usar um sarilho. São processos eficientes, porém necessitam de apertos frequentes. A força do parafuso (ou do sarilho) é aplicada na extremidade da verga. Esta força é transmitida como compressão à tampa da prensa, com uma magnitude proporcional ao braço de alavanca. Em substituição ao parafuso e ao sarilho é comum se usar um peso dependurado na extremidade da verga. Tal peso, geralmente pedras sobe uma plataforma, atua com a mesma força a todo tempo, dispensando as intervenções constantes necessária nos outros métodos.
- Raspador e facas: instrumentos usados para descascar/raspar a mandioca;
- Tacho para torragem: grandes pratos ou alguidares de barro ou de ferro colocados dentro do forno para a secagem da massa. Também chamado de forno quando formados por lajes e, neste caso, aquecido a lenha.
- Tipiti: tipo de cesto comprido, trançado em fibras vegetais, usado para espremer, ao ser fortemente esticada, a massa.
- Rodo: Feito de madeira e usado para mexer massa no tacho ou forno durante torragem.
- Peneiras: Uma de granulometria maior para peneira a massa e outra de granulometria menor para peneirar a farinha. O grosso da farinha chama-se relão.

## A manipuera
A manipuera, líquido resultante da fermentação da massa de mandioca (pubagem), representa 25% a 35% da raiz de mandioca. A manipuera  é rica em cálcio (Ca), cobre (Cu),   enxofre (S), ferro, em fósforo (P), magnésio (Mg), nitrogênio (N),   potássio (K) e zinco (Zn). No entanto, contém ácido cianídrico, altamente tóxico, razão pela qual o manejo da manipuera deve ser feito com responsabilidade e técnica adequada. Se for lançado no ambiente, esse líquido pode causar danos significativos, poluindo os cursos d'água. No entanto, se passar por fermentação aeróbica, a manipuera pode ser uma fonte de alimento. Pode ser também usada como  inseticida natural ou como matéria-prima para vinagre e sabão e adubo orgânico.
A manipueira  também tem um alto teor alcoólico. No Pará, esse líquido, depois de ser submetida à ação do sol ou do fogo, para retirar sua toxicidade, é usada no preparo do tucupi, espécie de molho muito apreciado na cozinha amazônica como o famoso pato no tucupi.

### Uso da manipuera como fertilizante e   defensivo agrícola
Como defensivo deve-se pulverizar manipuera pura nas folhas das árvores e dos arbustos;  nas hortaliças e nas gramíneas, a manipuera deve ser pulverizada diluída a 50% . Age como acaricida, bactericida, fungicida, inseticida e nematicida. Misturada a pó de café, pimenta em pó, canela em pó e cravo em pó, há uma grande potencialização dos seus efeitos defensivos.
Deve-se guardá-la em local refrigerado, já que, em temperatura ambiente, a manipuera perde suas características defensivas em até três dias por causa da fermentação. Se utilizada antes do plantio, deve-se pulverizar uma semana antes, repetindo a pluverização de cinco a 10 vezes, uma vez por semana. Para matar formigas e cupins, deve-se aplicar preferencialmente na época da seca, já que as chuvas atrapalham a eficiência, despejando um a três litros de manipuera pura dentro do formigueiro ou do cupinzeiro, tampando os olheiros (saídas) para evitar a fuga das rainhas e facilitar a sufocação. A eficiência é de 70% para a manipuera produzida 24 horas após a ralação e de 100% para manipuera produzida duas horas após a ralação.

### Fabricação de vinagre
Para fabricar vinagre passe a manipuera pelo coador de pano três vezes. Deixar o líquido coado descansando ao sol por duas semanas para decantar os sólidos e fermentar o líquido. O decantador não deve ficar fechado. Alguns produtores acrescentam, no início do processo de decantação, ervas aromáticas ou frutas picadas para modificar o sabor do vinagre.
O líquido fermentado deve-se ser retido cuidadosamente para evitar a mistura com os sólidos decantados. Filtrar com um coador de pano novamente e armazenar o vinagre em local seco e arejado.